# 提姆和艾瑞克超棒秀，干得漂亮！
《提姆和艾瑞克超棒秀，干得漂亮！》（英語：Tim and Eric Awesome Show, Great Job!）是一部由提姆·海蒂克（Tim Heidecker）和艾瑞克·威尔海姆（Eric Wareheim）自导自演的美国概念喜剧，于2007年2月11日开始在Adult Swim频道播出。节目含有超现实主义和讽刺幽默，模仿60年代彩色电视画面和猎奇商业广告的坎普风由Doug Lussenhop设计。
节目的演员阵容不乏著名艺人，诸如扎克·加利凡纳基斯、约翰·C·赖利、Ray Wise、鲍勃·奥登科克、Will Forte、傑夫·高布倫以及“怪人”扬科维奇，与二老长期合作的喜剧演员 Neil Hamburger 和 David Liebe Hart ，还有电视明星艾伦·锡克，以及色情影星、特型演员、印象派表演者和在网络上招募的业余演员。该节目也吸引了一众好莱坞名人客串，诸如瑪麗蓮·曼森、威爾·法洛、伊麗莎·庫斯伯特、雷恩·威爾森、大衛·葛羅斯、弗雷德·阿米森、Patton Oswalt、班·史提勒、保羅·路德、Dave Navarro、泰德·丹森、彼得·塞特拉、丹尼·特乔、托米·韦素以及乔许·葛洛班。制作人对该节目的描述为“电视史上的噩梦”。2017年8月27日，Adult Swim播出了《提姆和艾瑞克超棒秀，干得漂亮！》的十周年特辑，标题是《提姆和艾瑞克超棒秀，干得漂亮！超棒十周年纪念版，干得漂亮吗？》，收录了一些新的短片和一些经典片段。

## 概要
《提姆和艾瑞克超棒秀，干得漂亮！》是提姆和艾瑞克之前的节目《汤姆当市长》（Tom Goes to the Mayor）的续作，主要由短片，歌舞和广告组成。剧中沿用了许多《汤姆当市长》中的设定，例如盖宾斯，“第五频道夫妻新闻播报员”以及生产各种猎奇产品的Cinco公司。新的内容包括“肌肉叔叔时间”，一档由“怪人”扬科维奇配音的坎普风综艺节目和由约翰·C·赖利扮演的新闻记者 Dr.Steve Brule。有相当多的演艺界明星曾在剧中客串过，包括演员，喜剧演员和音乐家。节目的内容和风格在后期变得越来越猎奇，第五季甚至不得不将评级上调为 TV-MA。

## 剧集
| 季 | 季   | 集数 | 播出时间       | 播出时间      |
| -- | ---- | ---- | -------------- | ------------- |
| 季 | 季   | 集数 | 首次播出       | 最后播出      |
|    | 1    | 10   | 2007年2月11日  | 2007年4月15日 |
|    | 2    | 10   | 2007年11月18日 | 2008年1月27日 |
|    | 3    | 10   | 2008年7月27日  | 2008年9月28日 |
|    | 4    | 10   | 2009年2月9日   | 2009年4月12日 |
|    | 5    | 10   | 2010年2月28日  | 2010年5月2日  |
|    | 特集 | 2    | 2010年12月5日  | 2017年8月27日 |

## 制作
第一季开播以后，Adult Swim 就开出了续订30集《提姆和艾瑞克超棒秀，干得漂亮！》的订单。第二季于2007年11月18日开播。第一季于2008年4月发售了DVD版本。第三季于2008年7月27日开播。2008年10月1日，艾瑞克在他的 MySpace 主页上宣布第四季会在明年一月播出。晚些时候 Adult Swim 又宣布续订了第五季的计划。
2009年7月，在接受《名利场》的采访时，艾瑞克表示第五季“代表着《提姆和艾瑞克超棒秀》最阴暗的一面。我想观众们会感到非常害怕与不安。”他还提到二人从《办公室风云》和大卫·林奇的电影中汲取到很多关于荒诞幽默的灵感。
第五季结束之后，提姆和艾瑞克筹到了一笔用来拍摄一小时特辑的资金，特辑于2010年12月5日上映，标题是《提姆和艾瑞克超棒秀，干得漂亮圣诞特辑》，同时二老还宣布了他们的巡演计划，以及大电影的拍摄计划，定名为《提姆和艾瑞克的百万美元大电影》；电影于2012年1月27日在线上发售，讲述两个主角试图重振一座倒闭的商场来还清一百万美元的债务的故事；但是票房与评价并不理想。
每集片尾出现的 Abso Lutely 工作室影片来自提姆·海蒂克的父亲在1991年的一次家庭旅行时拍摄的录像带；当时他被要求用两个词来总结这次旅行，他回答道“Abso-lutely（绝——对）”。这段录像的完整版可以在他们的网站，DVD和YouTube上找到。

### 音乐
节目的主题曲由 Davin Wood 制作，他也是为节目前身《汤姆当市长》以及衍生剧《Derek & Simon》，《American Misfits》，《Stupidface》以及《Check It Out! with Dr. Steve Brule》制作主题曲的音乐人。
2008年5月6日，Williams Street Records 发布了《超棒专辑，伟大的歌曲！第一部》，收录了第一季和第二季中出现的歌曲，包括一些其他艺术家重新混音的版本。同年七月 Williams Street 还发布了《肌肉叔叔巨制：凯西和他的哥哥》，这是一张收录了11首由提姆·海蒂克（饰演 Casey Tatum）演唱的单曲。